# Jana Matysová
Jana Matysová (* 7. května 1952 Náchod) je česká zpěvačka.

## Život
Hudbě a zpěvu se věnovala již od dětství. V patnácti letech začala veřejně zpívat se skupinou Studio Club Náchod a později přešla ke skupině Styl. V roce 1970 vyhrála Hronovské slunce a když se nahrávka ze soutěže dostala do rukou Bohuslava Sedláčka (skladatel a hlavní dramaturg hudebního oddělení brněnského rozhlasu), znamenalo to vzestup této mladé zpěvačky.
Rok 1971 byl pro Janu Matysovou osudovým. Hned začátkem roku uzavřela exkluzivní smlouvy s rozhlasem a gramofirmou Supraphon. Začala natáčet pro televizi a na trhu se objevily i první gramofonové desky. Úspěch rovněž zaznamenala na festivalech Bratislavská lyra a Děčínská kotva.
V roce 1972 přesídlila z Brna do Prahy a začala spolupracovat se souborem Plameny a jejich členy Jiřím Štědroněm a Helenou Vrtichovou. Se zájezdovým programem projeli republiku, podíleli se na koncertním turné mladých zpěváků Expedice mládí a koncertovali v Polsku, NDR a SSSR.
V roce 1974 vystoupila na jugoslávském festivalu v Lubljani a poté následoval zájezd s Karlem Gottem a jeho orchestrem na Dny české kultury v Polsku. Tam dostala nabídku na spolupráci s Karlem Gottem. Nicméně v té době se již Jana Matysová rozhodovala mezi rodinou a hvězdnou kariérou. Zvolila rodinu, proto nabídku Karla Gotta odmítla a přesídlila z Prahy zpět do Brna. Ačkoliv zpěvačka i nadále koncertovala u nás i v zahraničí, její pěvecká kariéra začala upadat. V současné době[kdy?] se věnuje především pedagogické činnosti.

## Diskografie

### SP
- 1971 Kdo poslal lásku včera spát / Kouzelný dům
- 1971 Vzývej / Strážce můj
- 1971 Věčná historie / Kouzelný proutek
- 1971 Rýžoviště drahokamů / Vždyť je léto
- 1971 Dálka mlčenlivá / Uč se léto znát
- 1971 Sedmikráska
- 1972 Tam před cukrárnou / Spící kapitán'
- 1972 Píseň o radosti / Zlatej brouk
- 1972 Nazveme to láskou
- 1972 Blíž a blíž'
- 1972 Kdy přijde sám / Zpívám
- 1972 Zpívej si dál / Ze snů nové ráno vstává
- 1973 Toulavá láska / Autostop
- 1973 Píseň mladá / Slunce nad Prahou
- 1973 Hej, lásko neváhej / Slunci je dvacet let
- 1974 Himálaje / Zeptej se vánků, strání
- 1974 Chlapec s planou růží / Všichni budete zpívat
- 1974 Jak tisíc sluncí
- 1974 Modré struny / Vůně zelených let
- 1974 Irské štěstí / Láskou k dětem
- 1974 Píseň květin
- 1975 Radar / Mám ráda léto
- 1975 Krásné ráno / Pohádka z krajkoví
- 1976 Reliéf

### Ostatní písně
- 1971 Chci právo trubky mít; Jak poprvé; Ještě chvíli; La Bambola;
- 1972 Vzpomínka na prázdniny, Náchodskej zámeček; aj.
- 1973 Poupě májový; Říkáme ano; Pták z Hirošimy; aj.
- 1974 Procházka oblohou; Mám ráda léto; Maková panenka; Co víc si můžeš přát; aj.